# Barilius bendelisis
Barilius bendelisis es una especie de peces de la familia de los Cyprinidae en el orden de los Cypriniformes.

## Morfología
Los machos pueden llegar alcanzar los 22,7 cm de longitud total.

## Hábitat
Es un pez de agua dulce.

## Distribución geográfica
Se encuentra en las cuencas de los ríos Bagmati, Gaylegphug, Godavari, Gandaki, Ganges (Kosi y Karnali), Krishná y Sarbhang Khola que irrigan Pakistán, India, Nepal, Bangladés, Sri Lanka, Bután  y Birmania.

## Observaciones
Es inofensivo para los humanos. 